# Lohne (Oldenburg)
Lohne (Oldenburg) è una città di 27 387 abitanti della Bassa Sassonia, in Germania.

Appartiene al circondario (Landkreis) di Vechta (targa VEC).

## Gemellaggi
- Międzylesie